# Véghely Dezső
Szent-király-szabadjai Véghely Dezső (Veszprém, 1840. november 28. – Abbázia, 1897. április 2.) történetíró, vármegyei elöljáró.

## Életrajza
Atyja, Véghely Imre a megye alispánja (1867–72.), anyja szomori és somodori Pázmándy Karolina. Véghely Dezső szülővárosában végezte a gimnázium IV. osztályát; a többieket Pápán járta, majd a VIII. osztály végzésére Sopronba ment. Jogi tanulmányainak a budapesti egyetemen bevégzése után szülővárosába ment és itt Gaál Lajos ügyvéd irodájában nyert alkalmazást; majd mint joggyakornok Marcaltőre költözött, ahol kedvelt tanulmányainak, a történelemnek élt három évig. Ez időre esik a «Dunántúli történetkedvelők» egyesületének megalakulása, melynek egyik buzgó munkás tagja lett és mely idővel (1867) alapját vetette meg a «Magyar történelmi társulat»-nak, melynek igazgató-választmányi tagja volt. Az ügyvédi vizsgát letevén 1865-ben véglegesen szülővárosába, Veszprémbe tette át lakását és ügyvédi irodát nyitott, ugyanakkor rendszeresen foglalkozott történelmi tanulmányokkal is, pl. oklevélkutatással. 1875-ben Veszprém város, 1878-ban Veszprém vármegye megválasztotta főjegyzőjének. 1880. december 31-től helyettes alispánként működött. 1881. március 8-án a megye egyhangúlag alispánná választotta a nem sokkal korábban elhunyt Bezerédj Gyula helyett. A dunántuli református egyházkerület világi főjegyzője, a veszprémi egyházmegye gondnoka volt.
Írói pályáját a “Győri Történelmi és Régészeti Füzetek” hasábjain kezdte meg. Őt bízták meg Veszprém vármegye monográfiájának megírásával; de közbejött betegeskedése és halála miatt már nem dolgozhatta fel gyűjtött okiratainak adatait.
Társadalmi téren igen sokat tett - lelkes úttörőként - Balatonalmádi rendes fürdőhellyé fejlesztése érdekében.
A történelmi forrásművek közül, mint szerkesztőnek, vagy szerkesztőtársnak kiváló érdemei vannak:
- a “Hazai Okmánytár” gazdagításában,
- Zala vármegye és a Zichy-család Okmánytárának kiadásában.
- A város történetéhez adatokat szolgáltatott
- Emléklapok Veszprémváros községi életéből (1886)
- Balatonalmádiban szobor őrzi emlékét.

## Írásai
Cikkei a Győri tört., és rég. Füzetekben (I. 1861. Bánfalvi Barics Péter temetési zászlója, Időjárási följegyzések a XVIII. századból, II. Rövid krónika a mohácsi vész utáni évek eseményeiről, III. A Ludányi nemzetség okmányai, IV. A marczaltői régi várkastély és az utolsó Marczaltőyek); a Századokban (1869. Gyulafy László életéhez, 1870. Jelentése és regestái a vasvár-szombathelyi káptalan s a csornai és pannonhegyi conventek levéltárairól, Korothnay Katinka 1871. Zemplin-Zemlin, s a néhai helytartótanács földirati jártassága, 1876. A galgóczi levéltár); a Figyelőben (III. 1877. Egy idyll Amade Lászlótól).

## Művei
- Hazai okmánytár. (Codex diplomaticus patrius.) Kiadják Paur Iván, Ráth Károly, Véghely Dezső, Ipolyi Arnold és Nagy Imre. Győr, 1866–67., 1873. 8I–V. Bpest, 1876. VI–VII. Uo. 1880.).
- A zichi és vásonkeői gróf Zichy-család idősb ágának okmányára. Szerk. Véghely Dezső, Nagy Imre, Nagy Iván és Kammerer Ernő; közli a Magyar Tört. Társulat Pest, 1871–74., 1878. Négy kötet.
- Emléklapok rendezett tanácsú Veszprém város közigazgatási életéből. (Az 1875-ik évi jelentés töredéke.) Veszprém, 1886.
- 2017 Egy kis körültekintés Veszprémben. Veszprém
- 2020 Véghely Dezső visszaemlékezései